# موش‌کانگوروی مشکین
موش-کانگوروی مُشکین (نام علمی: Hypsiprymnodon moschatus) کیسه‌داری ریزجثه است که در جنگل‌های شمال شرق استرالیا زندگی می‌کند و تنها گونهٔ تیرهٔ هیپسی‌پریمنودونتیده به شمار می‌رود. این جانور با داشتن وزنی برابر با ۶۸۰–۳۶۰ گرم، ریزترین درازپاسان به شمار می‌رود.
لفظ «مُشکین» از این رو بر روی نام این گونه گذاشته شده است که هم نر و هم مادهٔ آن از خود بویی قوی و مشک‌مانند تولید می‌کنند. غذای موش-کانگوروی مشکین سبزیجات، خزه، تخم گیاهان، و حشرات کوچک است.